# カール・ヴァルザー

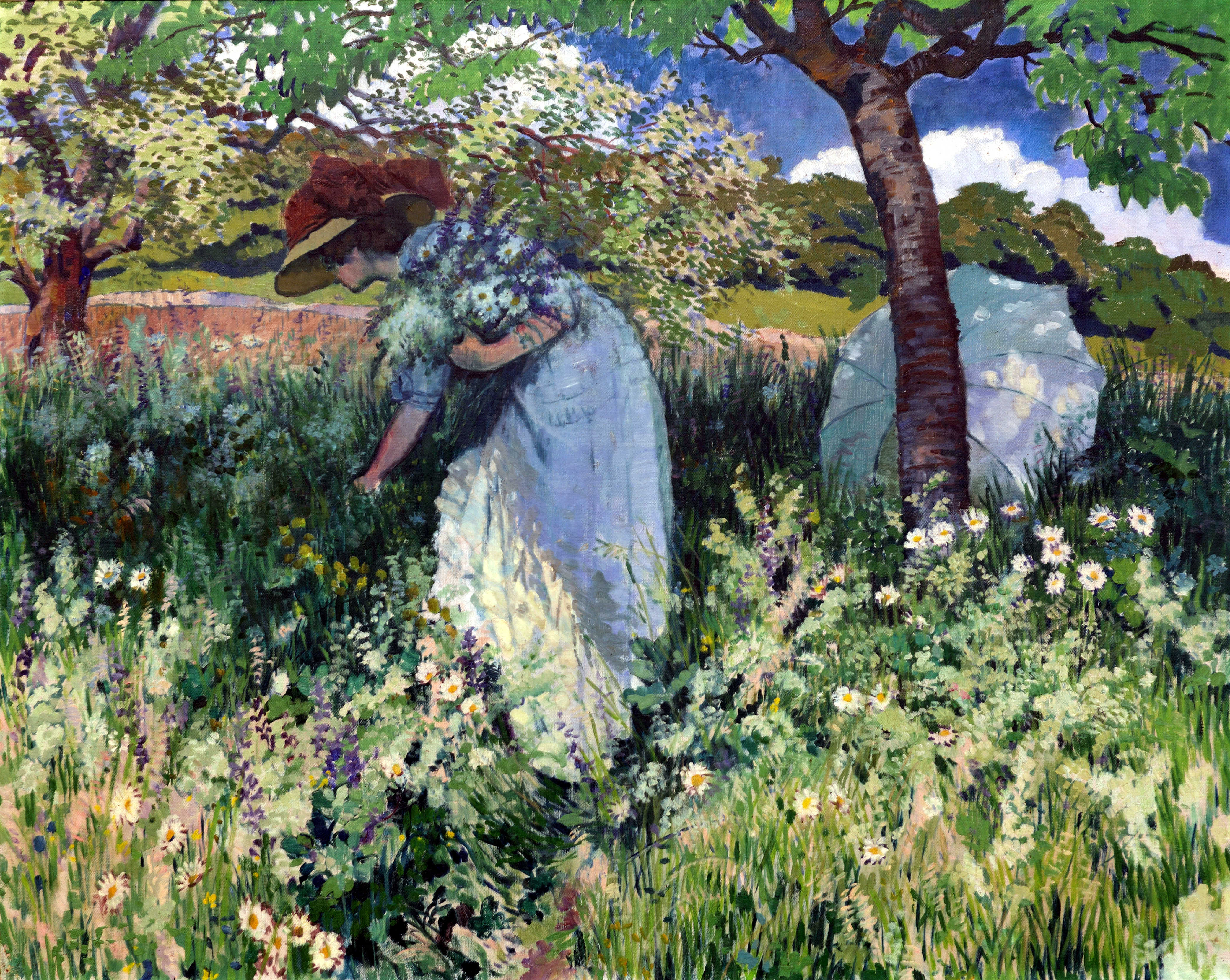
ヴァルザー作「花畑の女性」

カール・ヴァルザー（Karl Walser、1877年4月8日 - 1943年9月28日）は、スイスの画家、イラストレーター、舞台美術家である。作家のローベルト・ヴァルザー(1878-1956)の兄である。象徴主義の作品を描いた。

## 略歴
スイス、ベルン州のビールで生まれた。製図家の見習いになった後、1994年から2年間、シュトゥットガルトの装飾画家の弟子になり、シュトゥットガルトの美術学校で学び、奨学金を得て、ストラスブールの工芸学校で学んだ。
1898年にマルクス・ベーマー(Marcus Behmer: 1879-1958)と知り合い、生涯の友人となった
。2人は人気になっていたオーブリー・ビアズリー(1872-1898)のイラスト作品の崇拝者となった。
1898年にミュンヘンで短期間、装飾画家のもとで短期間働いた後、ベルリンに移り画家として独立することに決めた。1901年から舞台美術や印象派の作品を紹介したことで知られる出版者ブルーノ・カッシーラーの会社のためにブックデザインの仕事をした。ベルリン分離派のメンバーになり、会長のマックス・リーバーマンやロヴィス・コリント、マックス・スレーフォークトといった画家たちとも親しくなった。1902年の素描の展覧会で人気を得た。
1903年から俳優・舞台監督のマックス・ラインハルトのシフバウエルダム劇場(Theater am Schiffbauerdamm)などで舞台美術の仕事をし、弟のローベルト・ヴァルザーの著書の挿絵も描いた。1910年に結婚した。
1911年からヒューゴ・カッシーラーやヴァルター・ラーテナウといった富豪や銀行家で美術収集家のパウル・フォン・メンデルスゾーン＝バルトルディの邸などに装飾壁画を描いた。1908年にパトロンの支援を得て日本へ旅した。この旅行はともに旅した作家のベルンハルト・ケラーマンの文章で、ヴァルザーが挿絵を描き、ブックデザインして、「日本での散歩(Spaziergang in Japan)」(1910)と「さっさ　よ　やっさ、日本の踊り(Sassa yo Yassa. Japanische Tänze)」(1911)が出版された。
1917年からスイスに戻り、壁画や版画を制作し、舞台美術の仕事も続けた。1921年にベルリンに戻り、ベルリン分離派から別れた「自由分離派（Freie Secession）」の理事になり、ドイツ芸術家協会(Deutscher Künstlerbund)のメンバーになった。
1925年から、スイスのビール湖畔のTwannで家族と暮らすようになり、スイスの個人邸や公共施設、ベルリンの劇場などの壁画を描いた。
1943年にベルンで没した。

## 作品

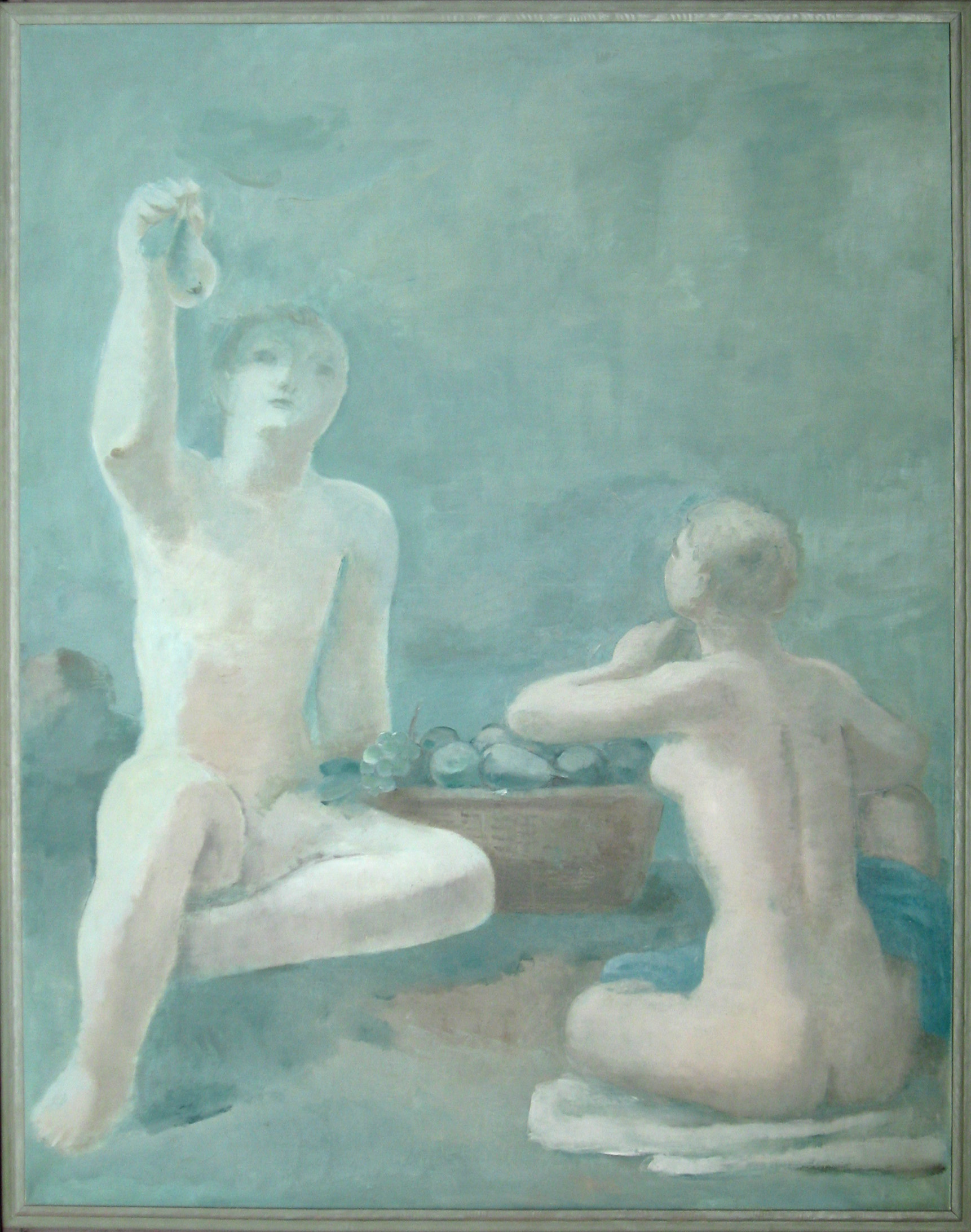
羊飼いの夫婦
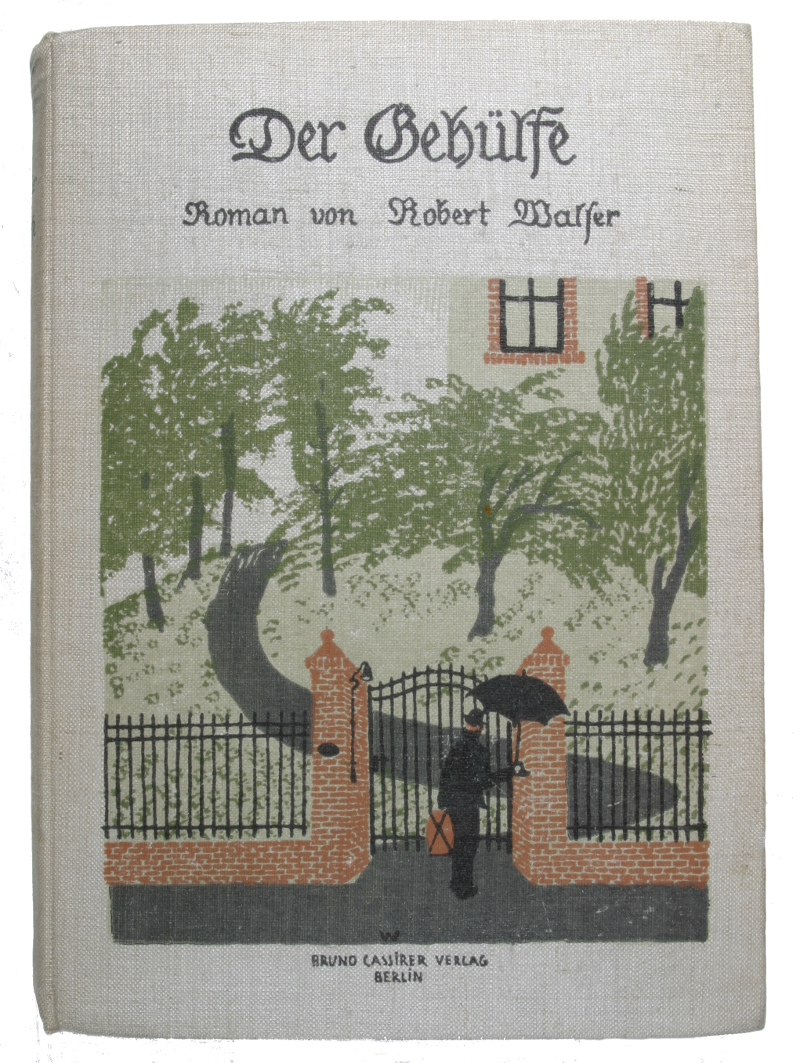
ローベルト・ヴァルザーの著書のイラスト
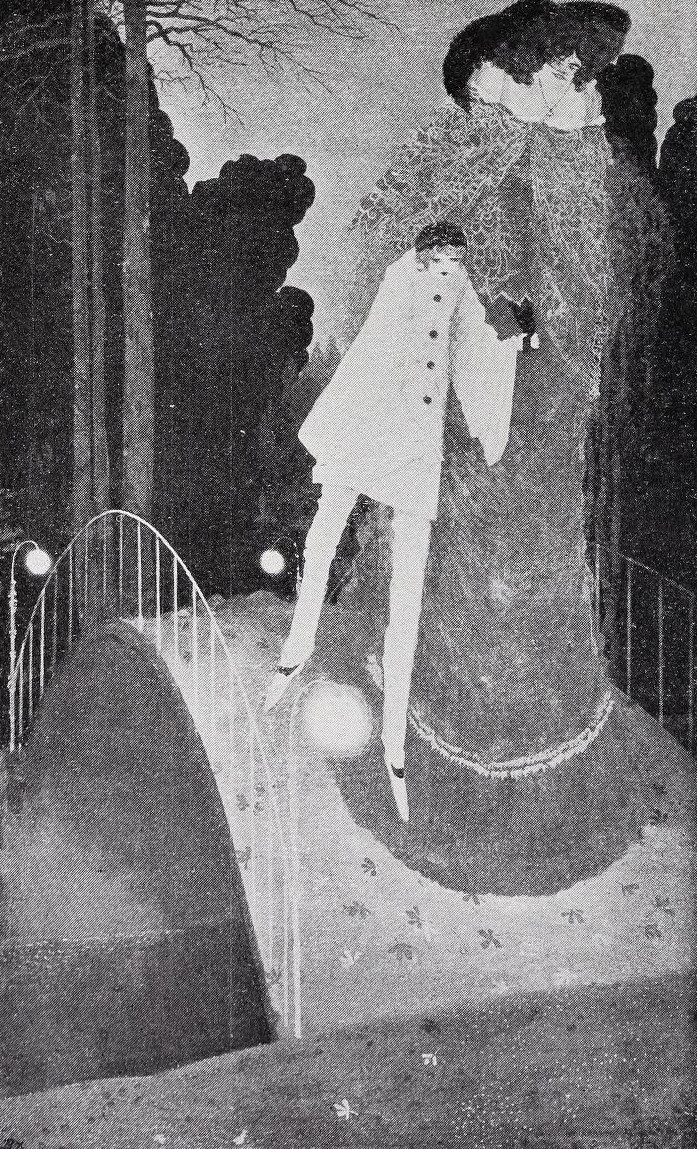
夢
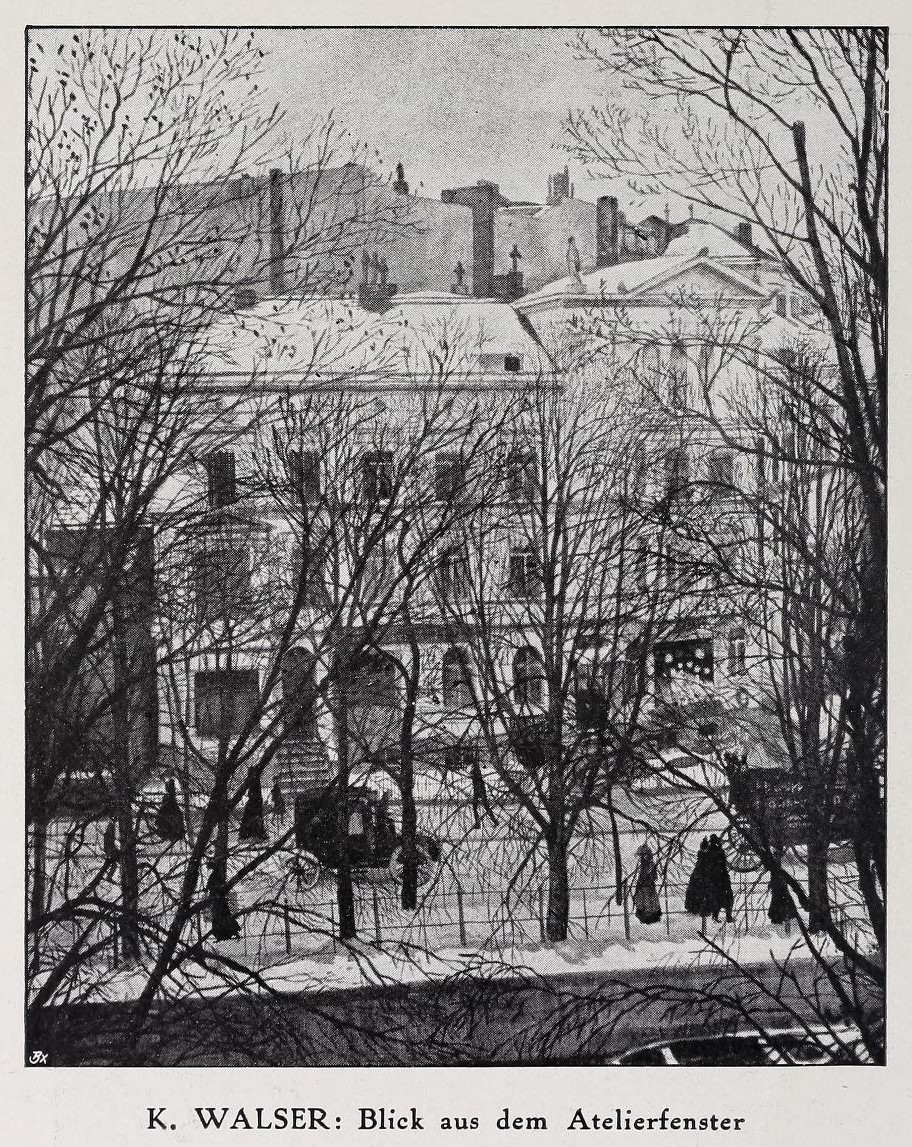
ベルリンのスタジオ窓からの眺め